# Casa Fortón-Cascajares
La Casa Fortón-Cascajares, situada en el nombre 48 del carrer Major, de Calanda (Província de Terol, Espanya) és un edifici neoclàssic de gran importància en la imatge urbana de Calanda. Es va incoar l'expedient per a declarar-la Bé d'Interés Cultural, però finalment va ser declarada Bé Catalogat del Patrimoni Cultural Aragonés.

## Descripció
Es tracta d'un típic palau neoclàssic, de planta rectangular, tres pisos, un celler de petites dimensions i l'espai de l'entrecoberta. Externament les seves tres façanes exemptes són neoclàssiques, amb finestres rectangulars emmarcades amb motllures i balconades que presenten reixes de forja.
Presenta façana de cantonada amb una composició regular dels buits i combina pedra amb maó; tots els pisos tenen diferent altura, sent major la del principal. Els buits estan enquadrats amb motllura; altres impostes recorren les façanes marcant els pisos i el ràfec és de fusta. La façana posterior, orientada al sud s'obre cap al pati, es desembolica una lògia de sis arcs escarsers sobre una columna de llis fust rematada en un capitell d'ordre dòric.
L'edifici va ser rehabilitat totalment (sota la direcció dels arquitectes Javier Álvarez i Mariano Trallero) l'any 2000 per allotjar el Centre Buñuel, ja que malgrat l'interès de l'Ajuntament de Calanda de situar aquest centre a la “Casa Natal de Buñuel”, com que no es pogué arribar a un acord amb els seus propietaris, aquest edifici segueix en mans particulars, i el museu es va situar a la casa Fortón-Cascajares, en la qual Buñuel va passar part de la seva infància, i que sí que és propietat municipal, ja que l'Ajuntament de Calanda va adquirir el palau de la família Fortón-Cascajares per convertir-lo en un espai cultural i públic.
Actualment en ella se situa el Centre Buñuel Calanda (CBC), museu dedicat a Buñuel, inaugurat l'any 2000 (centenari de Luis Buñuel) pel Príncep de Girona, en Felipe de Borbó.

## Festival de Cinema de Calanda
Situat a la Casa Fortón-Cascajares i en la qual té lloc des de l'any 2003, amb regularitat anual i durant els mesos centrals de l'estiu, es desenvolupa el festival de cinema de la vila, també anomenat 22 x Don Luis, en homenatge al cineasta Luis Buñuel. Durant aquests dies i en les instal·lacions del Centre Buñuel Calanda es projecten pel·lícules recents (generalment de limitada difusió comercial), tant llargmetratge com a curts, s'emeten conferències i es realitzen cursos relacionats amb el cinema. Els films projectats poden optar a algun premi en el palmarès del festival.